# Tour de Moron
Der Tour de Moron ist ein 2004 eröffneter Aussichtsturm auf dem Berg Moron in der Gemeinde Valbirse im Kanton Bern, Schweiz. Er wurde vom Architekten Mario Botta entworfen. Das Projekt wurde zur Förderung des Maurerberufs und zur Einführung von Lehrlingen in die Steinmetzarbeit lanciert. Insgesamt arbeiteten etwa 700 Lehrlinge am Bau mit, die Bauzeit dauerte rund vier Jahre. Seit dem Einsturz grösserer Teile der Treppe im Mai und Juni 2022 ist der Turm bis auf weiteres gesperrt.

## Beschreibung
Der im Jahre 2004 aus Kalkstein, Beton und Stahl fertiggestellte Turm ist 30 Meter hoch. 209 Treppenstufen führten zur Aussichtsplattform in 26 Meter Höhe – ca. 190 Steinstufen aussen (400 kg schwer pro Stufe) und nicht ganz 20 Metallstufen an der Spitze im Innern.
Von der Plattform aus bot sich eine Aussicht über Jura bis zu den Vogesen, den Schwarzwald und die Berner Alpen.
Von Malleray führt eine 3 Meter breite Naturstrasse bis nach Chaîne de Moron. Von dort erreicht man den Turm in ca. 15 Minuten.

## Schadenssituation
In der Nacht vom 21. auf den 22. Mai 2022 stürzten ohne erkennbare Ursache und ohne äussere Einflüsse 13 Stufen und die zugehörigen, nach aussen begrenzenden Quadersteine der Wendeltreppe im unteren Bereich herunter. Es waren keine Verletzten zu beklagen. Der Zugang zum Turm wurde auf unbestimmte Zeit gesperrt.
In der Nacht vom 21. auf den 22. Juni 2022 fielen erneut etwa dreissig Stufen über vier Stockwerke hinweg auf der entgegengesetzten Seite des Turms herunter. Ob ein Konstruktions- oder Materialfehler vorliegt, wird in einer von der Staatsanwaltschaft geleiteten Untersuchung festgestellt. Die Stiftung «Tour de Moron» will den Turm erhalten und rechnet damit, dass er nach Investitionen im siebenstelligen Bereich in zwei bis drei Jahren wieder geöffnet werden könnte.
Wie im Mai 2023 bekannt wurde, wurde eine Beschwerde gegen den Lieferanten der Steinstufen eingereicht: Das gelieferte Material habe nicht mit den ausgehandelten Qualitätsanforderungen und den präsentierten Mustersteinen übereingestimmt. Die Qualität der Stufen unterschied sich und war nicht einheitlich, einige Steinstufen waren "frisiert" (im Originaltext frz. "maquillé"), d. h. aussen aufgehübscht und innen morsch. Man spricht von kriminellem Verhalten.
Ein Expertenbericht, den die regionale Staatsanwaltschaft des Berner Juras in Auftrag gegeben hat, kam im Februar 2025 zu der Schlussfolgerung, dass der für den Bau der Treppen aus einem spanischen Steinbruch gelieferte Kalkstein nicht widerstandsfähig genug gewesen sei. Die Steine waren ungeeignet für den Bau einer solchen Struktur. Dies betrifft insbesondere den nachträglich gelieferten Stein. Der Einsturz wurde durch einen Domino-Effekt verursacht, ausgelöst durch Mikro-Risse, die durch das Klima verstärkt wurden. Bereits der den Marmor verarbeitende Handwerker aus dem Berner Jura hatte den Stufen – ohne das Wissen der Stiftung – Stützstangen hinzugefügt. Die ihm vorzuwerfenden Verfehlungen sind inzwischen verjährt. Der Expertenbericht stellt ebenfalls fest, dass die Stiftung Tour de Moron ihre Pflichten vernachlässigt habe: Als Bauherrin hätte sie laut dem Bericht angesichts der im Laufe der Jahre festgestellten Risse wachsamer sein und Experten konsultieren müssen.

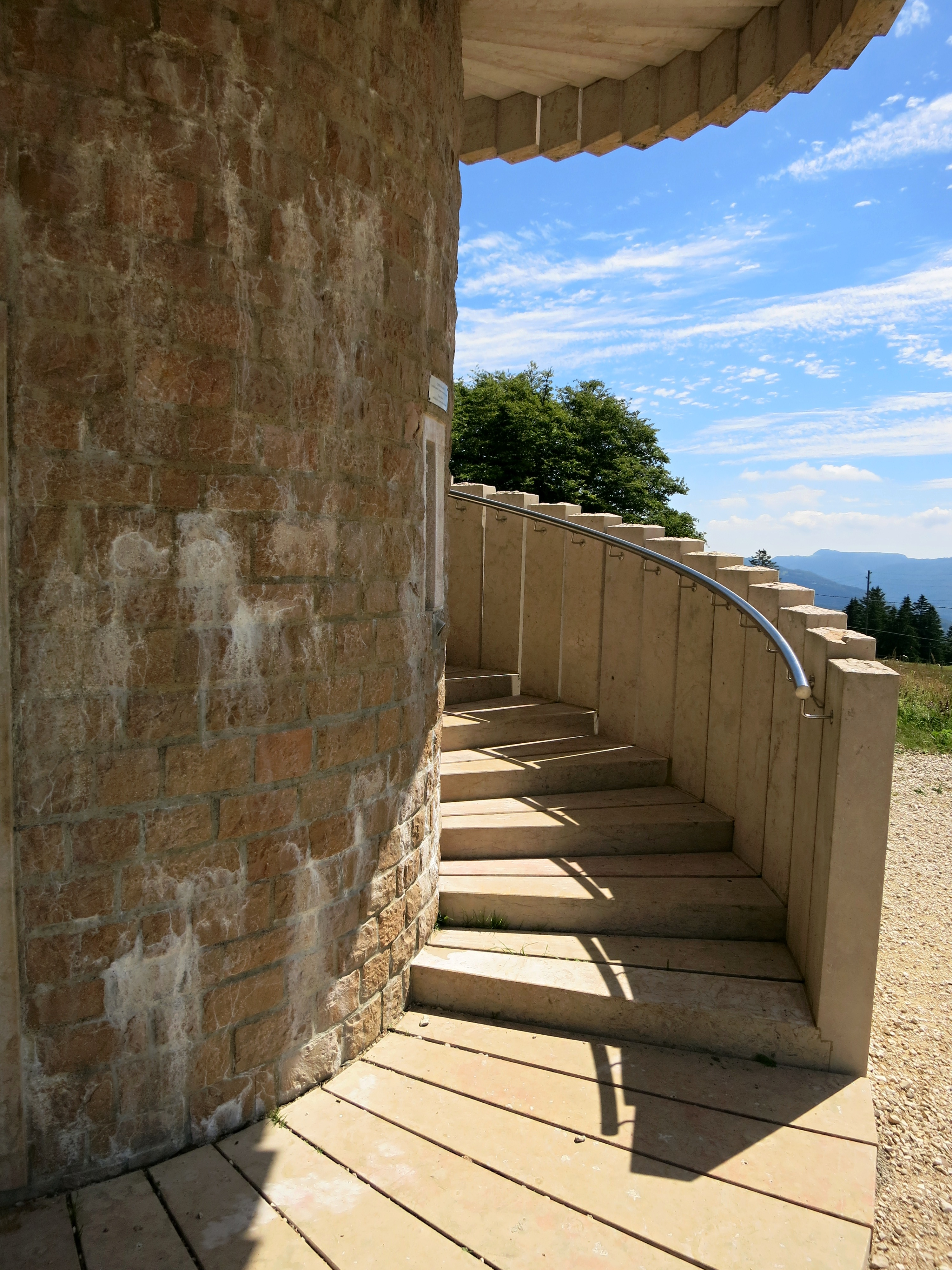
Treppen
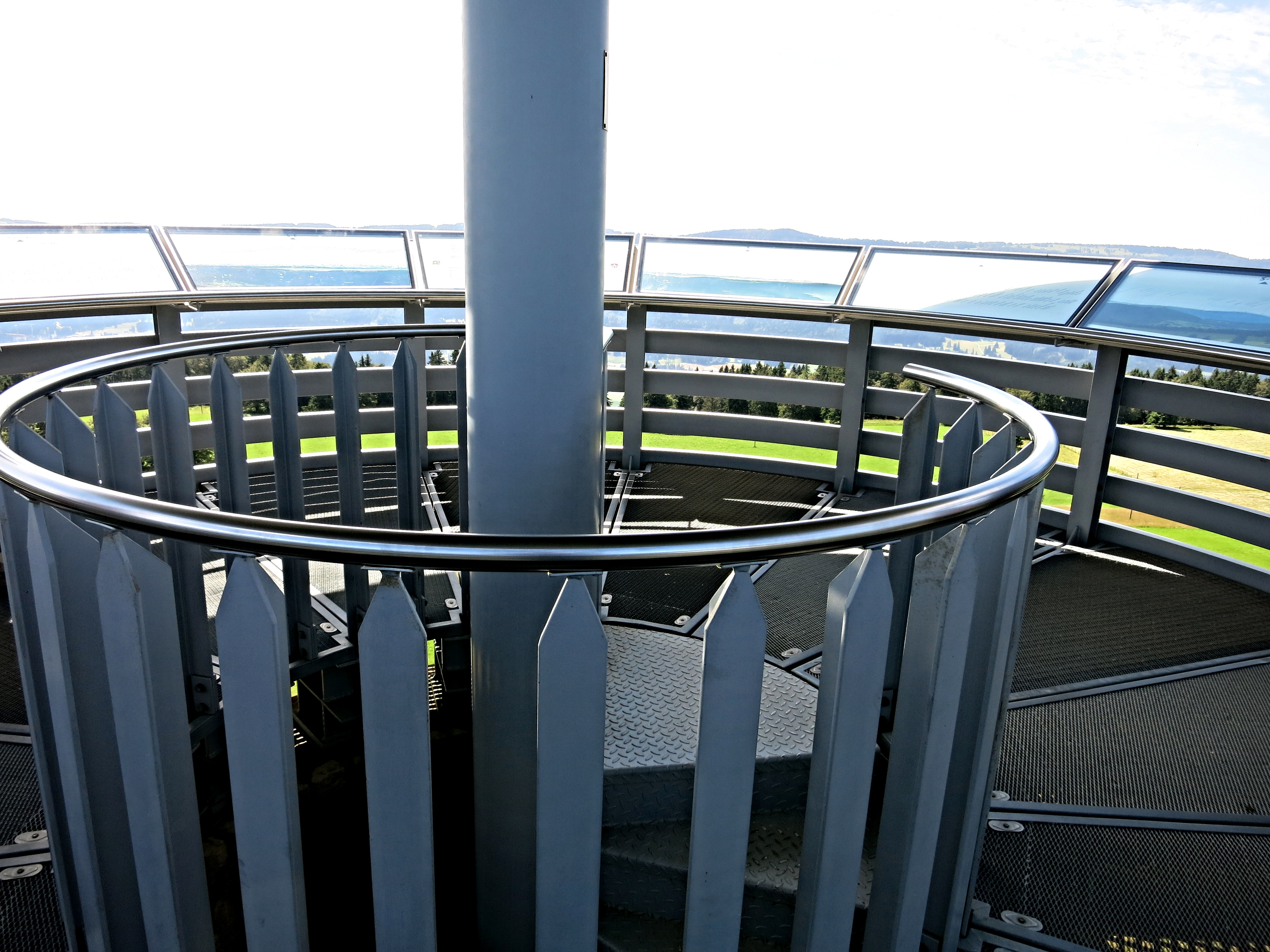
Aussichtsplattform
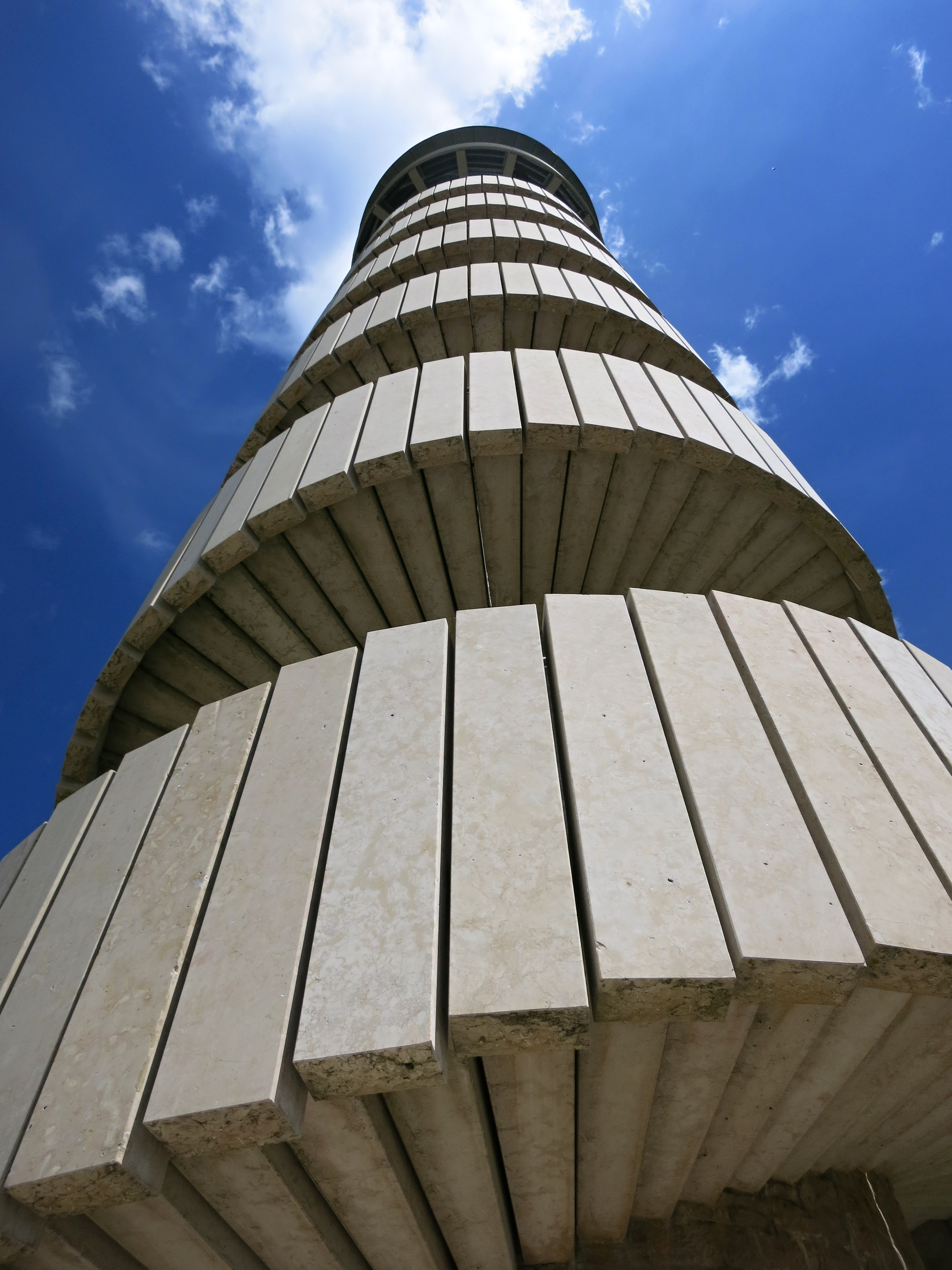
Turm von unten